# Istjerivači duhova
Istjerivači duhova (eng. Ghostbusters) američka je fantastična komedija iz 1984. koju je režirao Ivan Reitman prema scenariju kojeg su napisali Dan Aykroyd i Harold Ramis. Priča se vrti oko četvorice znanstvenika koji uz pomoć posebne opreme hvataju duhove po New Yorku. "Istjerivači duhova" postali su najkomercijalniji film 1984. godine zaradivši gotovo 239 milijuna $ u kinima SAD-a a polučili su jedan nastavak -"Istjerivači duhova 2" - dvije animirane serije, "The Real Ghostbusters" i "Extreme Ghostbusters", videoigre te postigli razmjerno velike pohvale kritičara. Pokušaji snimanja trećeg nastavka nisu urodili plodom preko dva desetljeća, dijelom zbog protivljenja Murrayja da reprizira ulogu po treći put, dijelom zbog nepostojanja novog scenarija, no autor Aykroyd je 2009. ponovno pokrenuo pokušaj a Reitman je 2011. dobio izmijenjenu verziju novog scenarija kojeg je ocijenio "vrlo dobrim".
2000. su čitatelji časopisa "Total Film" proglasili film 44. najboljom komedijom svih vremena, Američki Filmski Institut ga je stavio na 28. mjesto na listi "100 godina...100 smijeha", u 2005. ga je IGN proglasio "najboljom komedijom svih vremena" a 2006. ga je Bravo stavio na 56. mjesto na listi "100 najsmješnijih filmova". Također, "Istjerivači duhova" su se našli na raznim listama najboljih filmova 1980-ih.

## Sadržaj
New York. Profesori parapsihologije Peter, Ray i Egon u jednoj knjižnici otkriju pravog duha i nakon paničnog straha i bijega izračunaju da bi bilo moguće s određenom opremom uhvatiti duhove i držati ih neograničeno dugo u posebnoj komori, no baš tada bivaju izbačeni iz sveučilišta pa stoga odluče otvoriti vlastiti posao kao "istjerivači duhova" u kojem bi lovili sablasti i demone po New Yorku i tako ljude riješili njihovih eskapada. Isprva ih nitko ne shvaća ozbiljno a nemaju ni poziva od ljudi koji traže njihove usluge. No baš kada odluče zatvoriti poduzeće, dobiju poziv od menadžera jednog hotela u kojemu neki zeleni duh terorizira goste. Nakon početne nesigurnosti, istjerivači duhova uspiju uhvatiti zelenog duha. Ubrzo im posao procvijeta i počne ih tražiti cijeli grad.
Peter se zaljubi u svoju mušteriju Danu, no ona biva opsjednuta zlim duhom Zuulom, kojem upravlja zli Gozer, bog drevnih Sumerana. Usto, i Danin susjed Louis je postao opsjednut od Gozerovog demona Vinza Clortha te se ujedinio s Danom kako bi zajedno formirali portal koji bi omogućio da se Gozer pojavi na zemlji. Peter, Ray, Egon i novi član Winston krenu kako bi spasili svijet. Pojave se na krovu Daninog stana i napadnu Gozera, koji je poprimio obik žene, no ovaj na njih pošalje ogromnog duha od sljezi "Stay puft". Ipak, istjerivači duhova prekriže svoje laserske zrake i prouzroče inverziju protona što uništi portal. Na kraju spase Danu i Louisa te izađu van na slavlje gomile ljudi.

## Filmska ekipa
- Ivan Reitman, redatelj
- Bill Murray kao Peter Venkman
- Dan Aykroyd kao Ray Stantz
- Sigourney Weaver kao Dana Barrett
- Harold Ramis kao Egon Spengler
- Rick Moranis kao Louis Tully
- Ernie Hudson kao Winston Zeddemore
- William Atherton kao Walter Peck
- Slavitza Jovan kao Gozer
- Annie Potts kao Janine Melnitz
- Larry King kao Larry King

## Nagrade
- 3 nominacije za Zlatni globus (najbolji film - komedija ili mjuzikl, glavni glumac u komediji ili mjuziklu Bill Murray, pjesma "Ghostbusters")
- 2 nominacije za Oscara (najbolji specijalni efekti, pjesma "Ghostbusters")
- Osvojena BAFTA (najbolja pjesma "Ghostbusters") i jedna nominacija (najbolji specijalni efekti)
- osvojena nagrada Saturn za najbolji fantastični film

## Produkcija
Ideju za film Aykroyd je našao u svojoj vlastitoj fascinaciji s paranormalnim i tu je priču zamislio kao ponovnu filmsku suradnju između sebe i prijatelja Johna Belushija, kolege iz humoristične emisije „Saturday Night Live“. Originalna priča, koju je napisao Aykroyd, bila je vrlo različita od onoga što je na kraju snimio. U toj ranoj verziji, grupa „Istjerivača duhova“ putovala je kroz vrijeme, prostor i ostale dimenzije u kojima se nalaze ogromni duhovi (od kojih je „Stay-Puft“ duh od sljezi bio samo jedan od mnogih). Također, „Istjerivači duhova“ nosili su SWAT odjela i koristili štapiće umjesto tehničke opreme kako bi se borili s duhovima. Raniji „storyboard“ pokazuje ih kako nose kacige za nerede s pokretnim transparentnim vizirima.
Aykroyd je predstavio svoju priču redatelju-producentu Ivanu Reitmanu, kojemu se svidjela osnovna ideja, ali je odmah uočio proračunske nemogućnosti zahtijeva Aykroydovog prvog nacrta scenarija. Na Reitmanov prijedlog, priča je dobila veliku promjenu te je krenula od samog početka, kako su istjerivači duhova nastali, te se s vremenom razvila u konačni scenarij koji su Aykroyd i Harold Ramis napisali tijekom tri tjedna kreativne rasprave u skloništu Martha's Vineyard između svibnja i lipnja 1982. Aykroyd i Ramis su isprva napisali scenarij s ulogama napisanima posebno za Belushija (Peter Venkman), Eddieja Murphyja (Winston Zeddemore) i Johna Candyja (Louis Tully). Međutim, Belushi je preminuo za vrijeme pisanja scenarija, a ni Murphy niti Candy nisu se odlučili obvezati za film (Candy pogotovo nije razumio svoju ulogu te je predlagao glumiti Louisa kao vlasnika hrpa pasa koji ima čudan naglasak, što je Reitmanu bilo neprimjereno), tako da su Aykroyd i Ramis napravili neke promjene tog osnovnog, ZF orijentiranog sinopsisa za njihov konačan scenarij.
Louis Tully je prvobitno zamišljen kao konzervativni poslovni čovjek u odijelu, ali je malo izmijenjen kada je Rick Moranis dobio tu ulogu. Gozer se isprva trebao pojaviti u obliku fiktivnog lika Ive Shandora kao prosječan čovjek u odijelu kojeg je trebao glumiti Paul Reubens. Na kraju, tu je ulogu odigrala jugoslavenska manekenka Slavitza Jovan. Na nagovor Ramisa, koji je s njim surađivao u filmovima „Golf klub“ i „Narednik će poludjeti“, Bill Murray je preuzeo ulogu Petera umjesto Belushija. Aykroyd je kasnije tvrdio da filma čak "50 % uspjeha duguje Murrayjevom nastupu".
Ramis nije imao namjeru igrati bilo kakvu ulogu u filmu pošto je planirao samo pomoći Aykroydu napisati scenarij. Međutim, ekipa je imala problema naći pravog glumca za ulogu Egona Spenglera, čak i nakon što su poznati glumci (Chevy Chase, Michael Keaton, Christopher Walken, John Lithgow, Christopher Lloyd i Jeff Goldblum) počeli dolaziti u obzir. Osjećajući da je znao lik najbolje jer ga je stvorio, Ramis je na kraju ipak prihvatio ulogu Egona. Prema njegovim riječima, ta ga je uloga vratila natrag u glumačke vode, kada se u to vrijeme počeo prilagođavati samo na pisanje scenarija i režiranje. Opisao je Egona kao “Spocka novog vijeka“.
Murphy je morao odbiti ulogu Winstona pošto je tada već snimao film „Policajac s Beverly Hillsa“ u isto vrijeme. Da je Murphy dobio ulogu, Winston bi se zaposlio mnogo ranije u filmu, te bi pratio trio u lovu na zelenog duha Slimera u hotelu koji bi ga „usluzio“ umjesto Petera Venkmana. Kada je ulogu preuzeo Ernie Hudson, odlučeno je da ga se dovede u kasnijoj fazi priče koja označava kako se ekipa bori kako bi išli ukorak s izbijanjem pošasti duhova.
Tijekom snimanja, uočen je problem kada je otkriveno da već postoji jedna televizijska emisija s istim naslovom,  „The Ghost Busters“ iz 1975. od studija Filmation za TV kuću CBS. Columbia Pictures studio pripremio je popis alternativnih naslova za svaki slučaj da ne mogu osigurati prava, no nakon snimanja završne bitke u kojoj je gomila vikala „Istjerivači duhova!“, producenti su odlučili da obavezno moraju otkupiti prava na naslov.
Murray se u jednom intervjuu osvrnuo na film:
| „ | Zbilja mogu gledati prvih pola sata do 45 minuta filma. Tu ima nekolicina jako, jako smiješnih izvedbi. Mislim da se može mjeriti s bilo čime. | ” |
|   | |   |

## Odjek
Istjerivači duhova su pušteni u kino distribuciju 8. lipnja 1984. u 1,339 kino dvorana diljem SAD-a te su tijekom prvog vikenda postigli 13.6 milijuna $ zarade. i 23 milijuna $ tijekom svojeg prvog tjedna, u to vrijeme novi rekord za studio. Film je bio na 1. mjestu na kino blagajnama pet tjedana zaredom, zaradivši 99.8 milijuna $ tijekom tog razdoblja. Nakon što je sedam tjedana bio broj jedan, naposljetku je konačnu skinut i prebačen na drugo mjesto pojavom filma "Grimizna kiša" u kojem glumi Prince, a dotad je već zaradio 142.6 millijuna $, što je bilo dovoljno da već bude drugi najkomercijalniji film godine do tada, odmah nakon filma "Indiana Jones i ukleti hram". Međutim, „Istjerivači duhova“ su ponovno zadobili prvo mjesto na kino blagajnama sljedeći tjedan, i onda opet tjedan dana nakon toga.
Sveukupno je film zaradio 229.2 millijuna $ u američkim kinima, čime je postao drugi najkomercijalniji film 1984. odmah nakon komedije "Policajac s Beverly Hillsa". U to vrijeme, to ga je svrstalo među 10 financijski najuspješnijih filmova u filmskoj povijesti. Međutim, film je ponovno nakratko pušten u kino distribuciju 1985. i zaradio dodatnih 9 milijuna $, čime se sveukupno njegova zarada popela na 238.6 milijuna $, čime je pretekao 'Policajca s Beverly Hillsa' i postao 6. najkomercijalniji film 1980-ih te ujedno i najkomercijalnija komedija istog desetljeća.
Film je ostao popularan u modernoj kulturi. Tome u prilog svjedoče i "Freddy VS Ghostbusters" (2004.) i "Return of the Ghostbusters" (2006.), dva neslužbena kratka neprofitna filma obožavatelja Hanka Braxtona koja su snimljena po originalnom filmu. U svibnju 2010., komičarska skupina "Improv Everywhere" izvela je labavu adaptaciju "Istjerivača duhova" u knjižnici New Yorka, gdje i sniman film.
Rory Bruer, predsjednik svjetske distribucije za Sony Pictures, je objavio da je film ponovno pušten u ograničenu kino distribuciju u listopadu 2011. Prema procjenama, "Istjerivači duhova" ponovno su pušteni u 500 kino dvorana diljem SAD-a 13., 20. i 27. listopada 2011., sa zakazanom jednom projekcijom svakog dana.

## Kritike
| „                                       | Neosporno jedna od najboljih komedija 1980-ih, Istjerivači duhova Ivana Reitmana su mega-klasik koji je omiljen među raznim skupinama. Precijenjen? Ne bi rekao...Ovo je film koji je kombinirao najbolje vrline komedije u stilu showa Saturday Night Live, samo što ga je pomiješao s hororom i ZF mentalitetom koji funkcionira danas jednako dobro kao i prije. Prepun bezbroj dijaloga vrijednih citiranja, zgodnih specijalnih efekata i odličnih nastupa Billa Murrayja, Dana Aykroyda, Sigourney Weaver...Mogao bi govoriti danima i danima o kinematografijskoj slatkoći (prvog) filma "Istjerivači duhova", no suočimo se s činjenicama: svi smo ga vidjeli. I skoro svi ga volimo" | ” |
| — Scott Weinberg , 15px15px15px15px15px | |   |

| „                                     | Više pažnje je posvećeno specijalnim efektima nego humoru. | ” |
| — Janet Maslin , 15px15px15px15px15px |                                                            |   |

| „                                          | Da nije bilo Murrayja (i zasluge scenarista Harolda Ramisa), "Istjerivači duhova" ne bi bili takav klasik komedije. Praktički svaka njegova izjava je urnebesna i može se citirati! To je kao da se Murray našao usred svih ovih nevjerojatnih situacija ali uvijek ima duhovitu izjavu ili sakrastičnu primjedbu koju može upotrijebiti. | ” |
| — Kevin N. Laforest , 15px15px15px15px15px | |   |

| „                                    | Istjerivači duhova" su jedan od rijetkih holivudskih filmova kod kojih je originalna, krhka komična vizija preživjela u multimilijunsko dolarskoj produkciji...Rijetko kada je film tako skup podario tako puno pamtljivih dijaloga. | ” |
| — Roger Ebert , 15px15px15px15px15px | |   |

| „                                       | Inventivni komični koncept Dana Aykroyda u filmu Istjerivači duhova privukao je zvjezdanu ekipu te je lansirao klasik u kinematografiji 80-ih. | ” |
| — Peter Canavese , 15px15px15px15px15px | |   |

## Ostali mediji, igračke, videoigre
Neposredno poslije filma Istjerivaći duhova, zbog velikog zanimanja i volje publike nastale se crtane TV serije, i videoigre. Ovdje stoji popis crtanih TV serija i videoigara koji su nastali u istoj godini kao film ili neposredno poslije njegovog izlaska.
Crtane TV serije:
- Istjerivači duhova (1986.)
- Pravi istjerivači duhova (eng. The Real Gostbusters) (1986. – 1991.)

Videoigre
- Ghostbusters (Activision, (1984.) za sljedeće platforme: Commodore 64, Atari 800, Atari 2600,NES,Sega Master System
- The Real Ghostbusters (Data East, (1987.) za sljedeće platforme: Amiga, Atari ST, Commodore 64, Amstrad CPD, ZX Spectrum

## Vanjske poveznice
- Istjerivači duhova u internetskoj bazi filmova IMDb-a
- Istjerivači duhova na Rotten Tomatoes
- Online scenarij "Istjerivači duhova", 7. listopada 1983.
- Ghostbusters Fans
- Video: Kako je konstruiran duh "Slimer" na YouTube
- Filmski.net  Arhivirana inačica izvorne stranice od 17. rujna 2008. (Wayback Machine)